# Gaineswood

Gaineswood es una mansión de arquitectura neoclásica situada en la población de Demopolis, en el estado de Alabama, Estados Unidos. Su diseño fue realizado por su propietario Nathan Bryan Whitfield. Las obras se iniciaron en 1843 y se alargaron casi 20 años, siendo terminadas en vísperas de la  guerra civil americana. Constituye unos de las casas de plantación más destacada del condado de Marengo y uno de los ejemplos más significativos que quedan de arquitectura neogriega en Alabama.  La casa y sus jardines son actualmente gestionados por la Comisión Histórica de Alabama como casa museo.